# Astangu

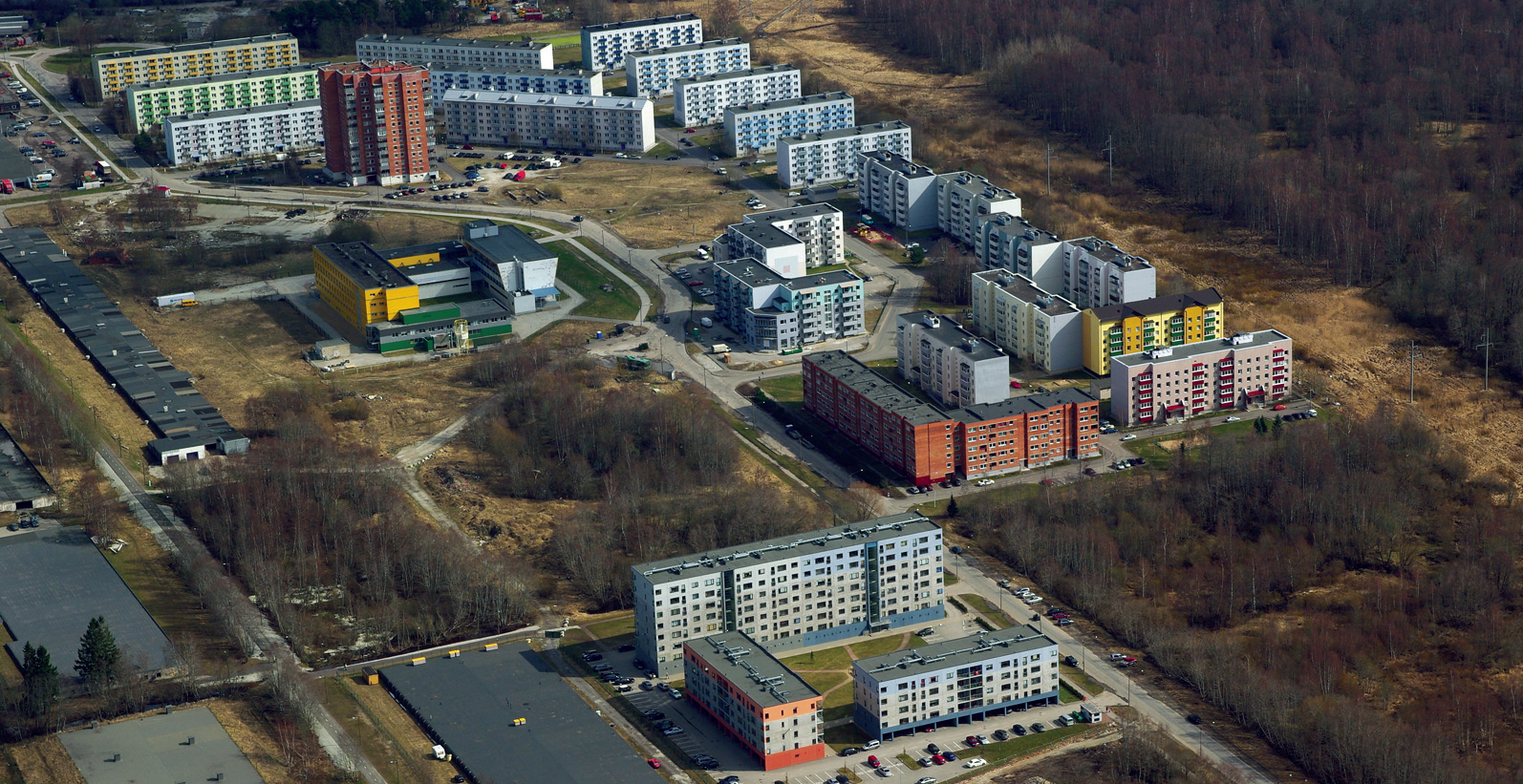
Flygfoto över Astangu.

Astangu är en stadsdel i västra Tallinn, belägen i distriktet Haabersti i stadens västra utkant, söder om Harkusjön. Bebyggelsen består huvudsakligen av höghus från Sovjetepoken och modernare flerfamiljshus uppförda sedan 1990-talet. Befolkningen uppgick till 3 344 invånare i januari 2017.

## Historia
Platsen omnämns som bebodd första gången i ett dokument 1561 från den svenske kungen Erik XIV:s regeringstid, då gården i Kotipere slogs samman med angränsande egendomar och skänktes av kungen till Johann Snedmann, en rådsherre i Tallinn. 1585 omnämns en herrgård på platsen. Sedermera slogs egendomen samman med Harku gård. Många platser i området är uppkallade efter gamla gårdar, som Kaldapea, Rehe, Kivinuka och Kotermaa.
Under första världskriget uppfördes här en ammunitionsdepå för det ryska kustartilleriet i samband med arbetena på Peter den stores sjöfästning. Depån uppfördes av omkring 5 000 arbetare från Pskov och Vitryssland samt österrikiska krigsfångar. För ammunitionsdepåns räkning uppfördes ett kraftverk, vilket även gjorde det möjligt för de omkringliggande gårdarna att tidigt dra in elektricitet. De många ångloken med transporter till depån och den brandrisk koleldningen utgjorde skapade dock också flera konflikter med lokalbefolkningen. Efter ryska revolutionen och freden i Brest-Litovsk övergavs ammunitionsdepån i flera decennier och arbetarbarackerna revs. Sedermera kom depån åter att tas i bruk av sovjetisk militär efter andra världskriget och modernistiska bostadsområden uppfördes på platsen.